# Michael Heupel

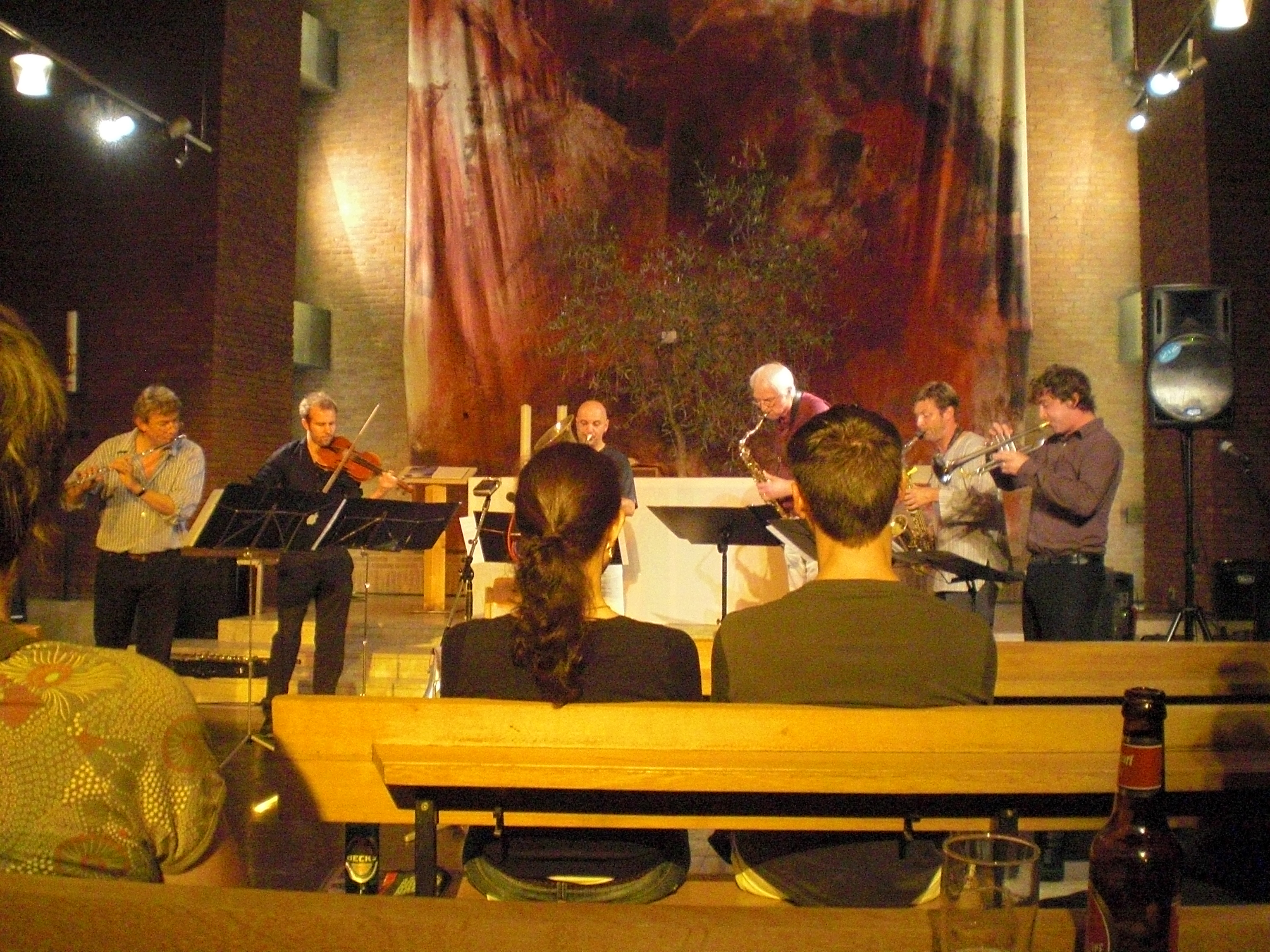
Michael Heupel (uiterst links) met Norbert Stein's Pata on the Cadillac, Lutherkirche (Keulen) september 2011

Michael Heupel (Bonn, 1955) is een Duitse jazzfluitist.

## Biografie
Heupel studeerde fluit aan het conservatorium in Keulen. Van 1980 tot 1985 was hij lid van de multimediale groep Boury. Sinds 1984 treedy hij ook als solist op, met eigen composities. Met Norbert Stein's Pata Masters toerde hij in Azië, Afrika en Latijns-Amerika. Hij heeft jarenlang samengewerkt met Norbert Stein's Pata-projecten. In een duo met Xu Fengxia speelde hij de basfluit en de subcontrabasfluit. In 1990 begon hij een eigen kwartet. Verder werkte hij samen met musici als Markus Stockhausen, Christoph Haberer, Christopher Dell, Christian Ramond, Jeff Cascaro, Stefan Bauer en Majid Bekkas en speelde hij in het James Choice Orchestra en in de groep Flautomania (met Christian Torkewitz, Christian von Kaphengst en Andreas Molino). Met gitarist Uwe Kropinski heeft hij enkele duo-CD's opgenomen. Heupel doceert jazzfluit aan de Hochschule für Musik Köln.

## Discografie (selectie)
- Die Kälte des Weltraums, 1991 (composities van Horst Grabosch, met Achim Krämer en Thomas Witzmann, perc)
- Caravan of Dreams, 1992 (met de gelijknamige band van Richard Sinclair)
- African Notebook, 1995 (met Uwe Kropinski)
- Jubilee (10 Jahre Kölner Philharmonie), 1996 (met de gebroeders Stockhausen en de WDR-Big Band)
- News of Roy Ubu, 1997 (met Norbert Stein en musici van de Association à la Recherche d’un Folklore Imaginaire)
- Sentimental Moods, 2005 (met Kropinski)
- Marula in All met Uwe Kropinski, Majid Bekkas, Aly Keïta (Morgenland Records, 2008)
- Pata on the Cadillac (met de gelijknamige band van Norbert Stein)
- MTV Unplugged: Unter Dampf – Ohne Strom (met Unheilig, 2015)